# Phygadeuon cubiceps
Phygadeuon cubiceps là một loài tò vò trong họ Ichneumonidae.